# Bellengreville (Calvados)
Bellengreville es una comuna francesa situada en el departamento de Calvados, en la región de Normandía.

## Demografía
| 482 | 511 | 498 | 780 | 1391 | 1412 | 1458 |
| Para los censos de 1962 a 1999 la población legal corresponde a la población sin duplicidades (Fuente: INSEE [Consultar]) |     |     |     |      |      |      |